# Warning Of Danger
Warning Of Danger – drugi album studyjny heavymetalowego zespołu ze Stanów Zjednoczonych – Omen. Jest on muzyczną kontynuacją debiutanckiego wydawnictwa grupy, z bardziej czystym, cięższym brzmieniem. Teksty, podobnie jak na Battle Cry dotyczą głównie walki, czasów wielkich wojowników. "Red Horizon" odnosi się do sytuacji w krajach komunistycznych i jest detykowany mieszkańcom Polski.

## Lista utworów
1. „Warning of Danger” – 4:25
2. „March On” – 4:04
3. „Ruby Eyes” – of the Serpent” – 3:49
4. „Don't Fear the Night” – 5:04
5. „V.B.P.” – 4:54
6. „Premonition” – 1:47
7. „Termination” – 3:33
8. „Make Me Your King” – 3:50
9. „Red Horizon” – 3:38
10. „Hell's Gates” – 5:42

## Twórcy
- J.D. Kimball – śpiew
- Kenny Powell – gitara
- Jody Henry – gitara basowa
- Steve Wittig – perkusja

## Informacje o albumie
- nagrany: Eldorado, Hollywood
- produkcja: Brian Slagel i Omen
- inżynieria: Bill Metoyer

## Wydania
- LP Metal Blade w USA (październik 1985)
- LP Roadrunner w Europie (1985)
- CD Metal Blade w USA + "Nightmares" reedycja (marzec 1989)
- CD Metal Blade w USA reedycja (5 listopada 1996)